# Regne de Saloum

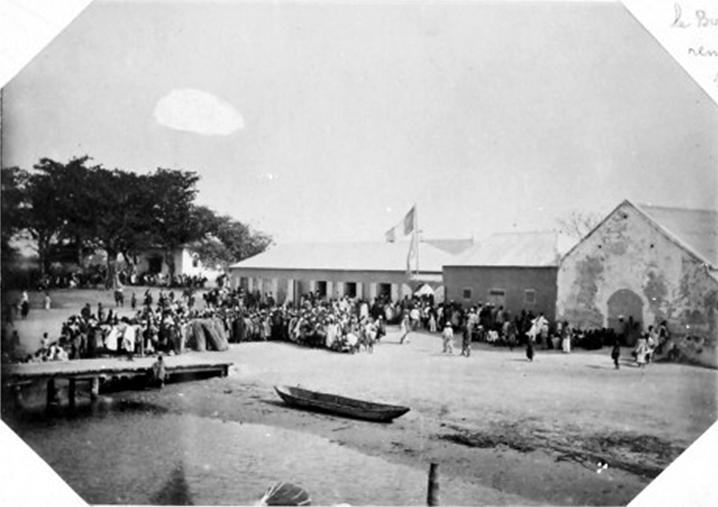
Duana de Kaolack, 1890 : « El Bour Saloum Semou (Maad Saloum Semou) ret visita al Richelieu »

El regne del Saloum o Salum (variants : Saalum o Saluum en llengua sérère) és un antic regne serere de l'oest del Sénégal, anomenat Saloum pel Sérère-Guelwar Maad Saloum Mbegan Ndour (rei del Saloum) entre la meitat i el final del segle XV (1494). L'antiga capital del Saloum és l'actual ciutat de Kahone. Abans d'això fou conegut com a Mbey (en serere). El Regne del Saloum fou un regne germà de Sine igualment habitat pel poble serere. La seva història, la geografia i la cultura estaven estretament lligades i era corrent des referir-se als dos regnes com el Sine-Saloum. Els reis del Saloum portaven el títol de Maad Saloum. El títol ve de la paraula serere Maad o Mad (« rei » en serere). El nom de Bour Saloum és de vegades utilitzat per designar els reis sereres del Saloum. No obstant això, no és correcte, ja que Bour (o bur, o buur) és la paraula utilitzada pels wòlofs que significa rei. Els sereres, sobretot els sereres conservadors no utilitzen mai Bour per referir-se als seus reis.

## Història
Saloum, igual que el regne germà del Sine, fou conegut pels seus nombrosos túmuls contenint les tombes dels reis i d'altres. El regne disposa de nombrosos misteriosos cercles de pedres dels quals les funcions i la història són desconeguts fins a la data actual.
El Regne del Saloum fou conegut anteriorment amb el nom de Mbey (en serere), i va ser rebatejat Saloum pel Maad Saloum Mbegan Ndour (variant: Mbegani Ndour) en la part final del segle XV (vers 1494). Segons la tradició oral serere, fou anomenat per Saalum Suwareh, un marabut de Maad Saloum Mbegan Ndour. La tradició prossegueix dient que Saalum Suwareh va acceptar donar un fetitxe juju a Maad Saloum Mbegan Ndour (originalment del Regne del Sine), amb la finalitat de vèncer als conqueridors tuculors i als seus marabuts musulmans a condició que li prometés rebatejar el país amb el seu nom una vegada obtingués la victòria. Mbegan Ndour va acceptar. Després d'aquest contracte per via oral, Mbegan Ndour va derrotar a Ali Elibana Sall (el marabut dels tuculors) i va expulsar al marabut musulmà de Mbey (després Saloum) governant sobre el país. El consens entre els historiadors, és que fou probablement una invasió del Saloum pel seu regne serere germà del Sine. Una hipòtesi precedent que deia que el nom de Salum se li havia donat per Saalum Suwareh, antic rei del país, té ara pocs defensors. En lloc d'això, el consens general derivat dels diversos relats tradicionals sereres, és que Saalum Suwareh no era pas un rei sinó un marabout, que s'havia instal·lat a la regió del riu Gàmbia, on la majoria dels seus descendents es troben avui dia.
Mbegan Ndour va ser ajudat per Wali Mbéru Mbacké Ndao procedent de Youndoume al Bundu. En agraïment Mbegan Ndour li va donar la província del Ndoucoumane.
Com el regne del Sine, la població estava dominada pel poble serere. Els dos regnes són generalment considerats regnes sereres. Nombroses parts de l'actual Gàmbia foren antigues colònies del Regne del Saloum. A l'origen, Saloum s'estenia cap al sud fins a la riba nord del riu Gàmbia. Avui Gàmbia ha estat anomenada Baix Saloum. Alt Saloum seria el Saloum modern que es troba al Senegal. Saloum igualment va tenir el control durant un cert temps el Regne de Bawol. Els Estats de Sabakh i Sandial estaven governats pel Fara Sabakh i Fara Sandial (títols respectius dels seus caps), i estaven a la vegada tributaris del rei a Kahone (el Maad Saloum). Al voltant de 1862, Sambou Oumanneh Touré, un deixeble de Maba Diakhou Bâ va llençar una gihad a Sabakh i Sandial. Després d'haver derrotat al Fara Sabakh i al Fara Sandial, es va apoderar dels dos països, (d'on Sabakh-Sandial) i va governar. Els últims Fara Sabakh i Fara Sandial van morir en aquesta gihad,. Al llarg dels segles dinasties sereres via paterna i del clan Guelwar via materna van regnar del segle XV a 1969, amb un total de prop de 50 reis entronitzats. Els reis van tenir sempre la seva cort a Kahone, però la ciutat fou eclipsada pel comerç veí de la població de Kaolack.
Exploradors portuguesos al segle xv van anomenar Saloum com el regne del Borçalo, derivat de « Bor-ba-Saloum » (la corrupció en wòlof de "rei del Saloum" en serere Maad Saloum)
Anteriorment vassall del Djolof, el Saloum estava dividit en diverses províncies, cadascuna dirigida per alguna de les grans famílies nobles vingudes de tot el Senegal. El Ndoukoumane, el Koular, el Ngaye-signy, el Djonik o Djilor, el Kayemor, el Log, el Kahone, el Gandiaye i el Badibou (antic nom del Rip), eren les principals províncies, totes amb les seves particularitats en termes d'ètnies, de grans homes, o pel que fa a les riqueses.
Sobre el plànol ètnic, el Saloum sempre va ser habitat per sereres, però a poc a poc els immigrants wòlofs es van instal·lar al país junt amb els peuls, els mandings, etc.,. Contràriament al Regne del Sine que és ètnicament sereres i on està profundament arrelat el « conservatisme serere», com la preservació de la religió serere, de la cultura serere, de les tradicions sereres, etc., el Saloum és més cosmopolita, encara que també ètnicament serere, ja que els altres grups ètnics són emigrants. Les llengües serere i wòlof són les dues àmpliament parlades al Saloum. Igualment parlades són les llengües cangin.

## Organització social

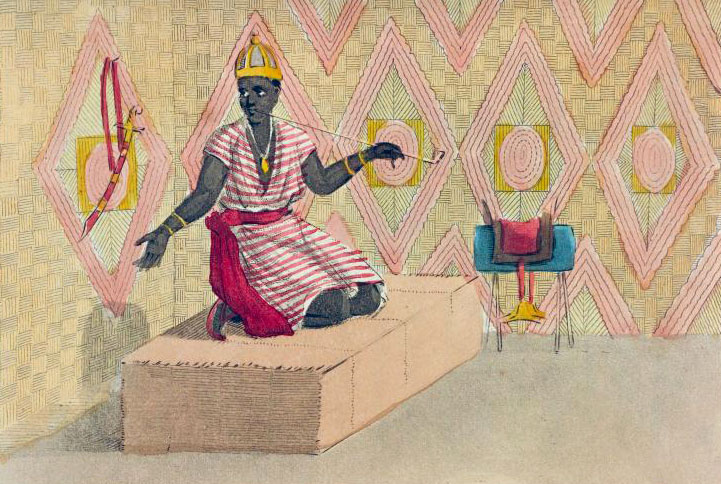
A la cort del rei del Saloum (1821)

Al Saloum la noblesa estava dividida en diverses seccions. Els reis o Maad Saloum estaven al cim, a continuació venien els grans Diaraf, els Farba Kaba, cap dels exèrcits, etc.
El Saloum té una gran diversitat de paisatges, sabanes i boscos clars al nord i al centre, al nord-est paisatges de sabanes seca gairebé estepària, a continuació el riu Saloum que travessa la regió amb els seus manglars, i els seus boscos més densos, així com el litoral de l'oceà Atlàntic. L'agricultura, la ramaderia, la pesca, el comerç de diferents productes proporcionaven la riquesa del Saloum. Factories comercials europees es van instal·lar al Saloum a partir del segle XVIII.

## Reis del Saloum
La llista que segueix comporta, a més del patronímic de cada rei del Saloum, la durada i la data de començament del seu regnat.
1. Mbégan Ndour (20 anys, 1493-) (també : Maad Saloum Mbegan Ndour)
2. Guiranokhap Ndong (7 anys, 1513-)
3. Latmingué Diélèn Ndiaye (23 anys, 1520-)
4. Samba Lambour Ndiaye (4 anys, 1543-)
5. Séni Ndiémé Diélèn Ndiaye (3 anys, 1547-)
6. Lathilor Badiane (9 anys, 1550-)
7. Walboumy Diélèn Ndiaye (8 anys, 1559-)
8. Maad Saloum Maléotane Diouf (45 anys, 1567-)
9. Sambaré Diop (2 anys, 1612-)
10. Biram Ndiémé Koumba Ndiaye (23 anys, 1614-)
11. Ndéné Ndiaye Marone Ndao (2 anys, 1637-)
12. Mbagne Diémel Ndiaye (6 anys, 1639-)
13. Waldiodio Ndiaye (9 anys, 1645-)
14. Amakodou Ndiaye (35 anys, 1654-)
15. Amafal Fall (6 mes, 1689-)
16. Amadiouf Diouf (6 anys, 1690-)
17. Sengane Kéwé Ndiaye (30 anys, 1696-)
18. Lathilor Ndong (4 anys, 1726-)
19. Amasiga Seck Ndiaye (2 anys, 1730-)
20. Biram Khourédia Tièk Ndao (2 anys, 1732-)
21. Ndéné Ndiaye Bigué Ndao (19 anys, 1734-)
22. Mbagne Diop (7 anys, 1753-)
23. Mbagne Diogop Ndiaye Mbodj (7 anys, 1760-)
24. Sandéné Kodou Bigué Ndao (2 anys, 1767-)
25. Sengane Diogop Mbodj (7 anys, 1769-)
26. Ndéné Diogop Mbodj (2 anys, 1776-)
27. Sengane Dégèn Ndiaye (6 mes 10 dies, 1778-)
28. Sandéné Kodou Fall Ndao (9 anys, 1778-)
29. Biram Ndiémé Niakhana Ndiaye (16 anys, 1787-)
30. Makoumba Diogop Mbodj (7 anys, 1803-)
31. Ndéné Niakhana Ndiaye (7 anys, 1810-)
32. Biram Khourédia Mbodj Ndiaye (6 anys, 1817-)
33. Ndéné Mbarou Ndiaye (1 mes, 1823-)
34. Balé Ndoungou Khourédia Ndao (28 anys, 1823-) (Maad Saloum Ballat No Gougou No Dao)
35. Bala Adama Ndiaye (3 anys, 1851-)
36. Socé Bigué Ndiaye (16 dies, 1854-)
37. Koumba Ndama Mbodj (4 anys, 1855-) (Maad Saloum Coumba N'Dama Mbodj)
38. Maad Saloum Samba Laobé Latsouka Fall (5 anys, 1859-)
39. Fakha Fall (7 anys, 1864-)
40. Niawout Mbodj (5 anys, 1871-)
41. Sadiouka Mbodj (3 anys, 1876-)
42. Maad Saloum Guédal Mbodj (17 anys, 1879-)
43. Maad Saloum Sémou Djimit Diouf (3 anys, 1896-)
44. Ndiémé Ndiénoum Ndao (3 anys, 1899-)
45. Ndéné Diogop Diouf (1 any, 1902-)
46. Sémou Ngouye Diouf (10 anys, 1903-)
47. Gori Tioro Diouf (6 anys, 1913-)
48. Mahawa Sémou Diouf (16 anys, 1919-)
49. Maad Saloum Fodé No Gouye Diouf (34 anys, 1935-1969)